# Форт Уейн
Форт Уейн (на английски: Fort Wayne) е град в щата Индиана, САЩ. Форт Уейн е с обща площ от 204,92 км² (79,12 мили²) и население от 223 341 жители (приб. оценка 2005 г.), което го прави вторият по население в Индиана след Индианаполис. Форт Уейн получава статут на град на 22 февруари 1840 г. Кръстен е на американския генерал и държавник Антъни Уейн.

## История
Македонската патриотична организация е основанa във Форт Уейн през 1922 година.

## Личности
Родени във Форт Уейн
- Карол Ломбард (1908-1942), актриса
- Робърт Ръслър (р. 1965), актьор

Починали във Форт Уейн
- Атанас Лебамов (1881 - 1932), български емигрантски деец
- Васил Ишков (1882 - 1961), български емигрантски деец
- Лас Смол (1923 - 2011), писателка
- Михаил Козмов (1885 – 1974), български революционер, емигрантски деец в САЩ
- Сюзън Симънс (1946 - 2008), писателка